# Karrin Allyson

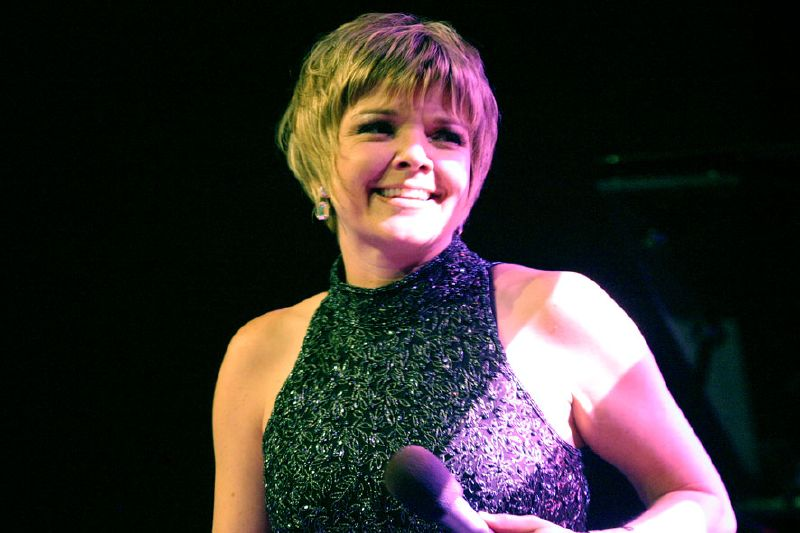
Karrin Allyson

Karrin Allyson (eigentlich Karrin Allyson Schoonover; * 27. Juli 1963 in Great Bend, Barton County, Kansas) ist eine US-amerikanische Jazzsängerin, Pianistin und Songwriterin.

## Leben und Karriere
Karrin Allyson wuchs in Omaha und San Francisco auf und begann schon früh ihre Karriere als Sängerin, Pianistin und Songwriterin. Sie graduierte 1987 an der University of Nebraska mit einem Abschluss für klassisches Klavierspiel. Danach zog sie nach Minneapolis und begann dort ihre Karriere als Jazzsängerin. 1990 ging sie nach Kansas City, wo sie 1992 ihr erstes Album unter eigenem Namen aufnahm – I Didn't Know About You auf Concord Records. Bei ihren folgenden Produktionen arbeitete sie mit einem stilistischen Repertoire aus brasilianischer Musik, Blues, Bebop, Scat und Jazzballade bis zu Pop-Standards, Soft-Rock und Folk-Rock-Titeln. 1998 ließ sie sich in New York City nieder. Im Jahr 2000 entstand dort ihr Album Ballads: Remembering John Coltrane, an dem Musiker wie James Carter, Steve Wilson, Bob Berg, James Williams, John Patitucci und Lewis Nash mitwirkten. 2002 nahm sie mit Wilson, Nash, Mulgrew Miller und Peter Washington das Balladenalbum In Blue auf, mit Interpretationen von Titeln wie Long As You're Living, Angel Eyes, Blue Motel Room. Das Coltrane-Album von 2001 sowie Footprints (2006) und Imagina: Songs of Brasil (2008) wurden jeweils für den Grammy Award in der Kategorie Best Jazz Vocal Album nominiert.

## Diskographische Hinweise
- 1992: I Didn't Know About You (Concord)
- 1993: Sweet Home Cookin’ (Concord)
- 1994: Azure-Té (Concord)
- 1996: Collage (Concord)
- 1996: Daydream (Concord)
- 1999: From Paris to Rio (Concord)
- 2001: Ballads: Remembering John Coltrane (Concord)
- 2002: In Blue (Concord)
- 2004: Wild for You (Concord)
- 2006: Footprints (Concord, teilweise mit Nancy King)
- 2008: Imagina: Songs of Brasil (Concord)
- 2011: Round Midnight
- 2013: Yuletide Hideaway
- 2015: NYC Sessions (mit Dave Bass und Phil Woods)
- 2015: Many a New Day: Karrin Allyson Sings Rodgers & Hammerstein
- 2018: Some of That Sunshine (Rasrecords)
- 2019: Shoulder on Shoulder